# Avast Software

Avast Software

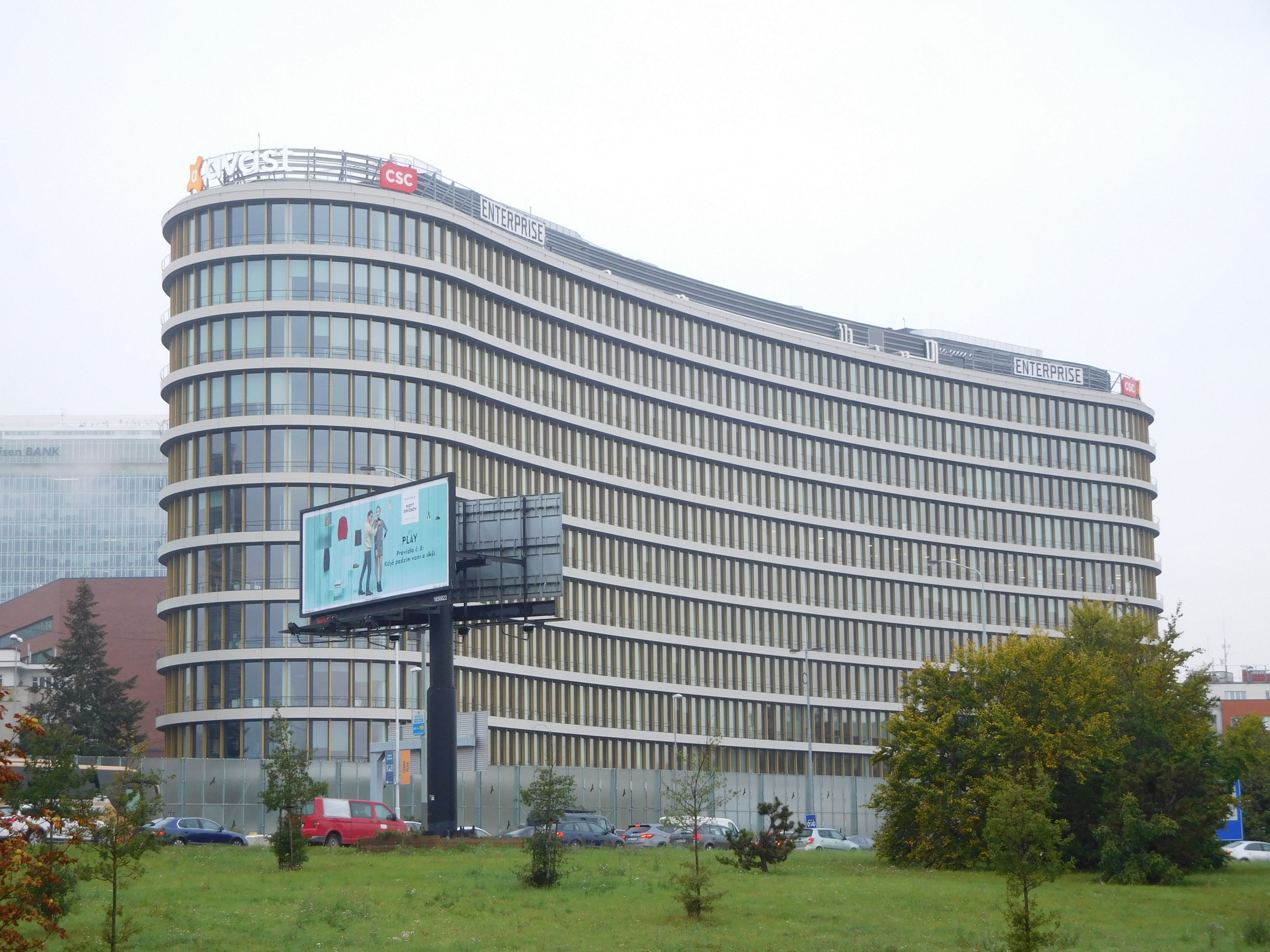
Hoofdkantoor in Praag

Avast Software (voorheen Alwil) is een in Praag gevestigd softwarebedrijf gespecialiseerd in beveiligingssoftware.
Alhoewel het bedrijf is opgericht in april 1991 waren de producten al sinds 1988 op de (Tsjechische) markt verkrijgbaar.
Het bekendste product is Avast Antivirus, een antivirusprogramma. Het programma wordt in verschillende versies geleverd: een freeware-versie voor persoonlijk gebruik, waarbij een registratie elk jaar vereist is, en een shareware-versie met verschillende bijkomende onderdelen (Avast! Professional Edition).
AVAST Software werkt samen met vele personen en bedrijven van over de gehele wereld, waaronder ook Microsoft.
In 2016 nam AVAST Software zijn concurrent AVG over. AVAST betaalde daar 1,3 miljard dollar voor.

## Producten
- Avast Free Antivirus
- Avast Premium Security
- Avast Premier